# Tjänstesektor
Tjänstesektor är en övergripande benämning på offentliga eller privata producenter av olika slags tjänster. Den offentliga tjänstesektorn innefattar stat, sekundärkommun och primärkommuner (sammanfattade som offentlig sektor). Den privata tjänstesektorn inkluderar olika typer av tjänsteföretag och ideella organisationer.
Tjänstesektor numera är den största företagssektorn i många utvecklade länder. Den innefattar bland annat företag inom parti- och detaljhandel, restaurang och hotell, samfärdsmedel, post och tele, bank och försäkring, sjukvård och fastighetsförvaltning.
Sysselsättningen inom den svenska tjänstesektorn, då även offentlig sektor räknas in, uppgick till närmare 74 procent av den totala sysselsättningen 2009. Om man bara räknar med den privata tjänstesektorn uppgick andelen till 45 procent.
Exempel på andra företagssektorer är tillverkningsindustri och jordbruk. 